# El Palmo (Morropón)
El Palmo es un caserío peruano ubicado en el distrito de Chalaco, perteneciente a la provincia de Morropón del departamento de Piura, al norte del Perú. 

## Ubicación
El Palmo se ubica al noreste de la provincia de Morropón, en el distrito de Chalaco, en el departamento de Piura.

## Demografía
En 2017 El Palmo tenía una población de 193 habitantes.
| Gráfica de evolución demográfica de El Palmo entre 1993 y 2017 |
|                                                                |
| Fuentes: Población 1993 y 2017                                 |